# 警察故事系列 (游戏)
警察故事（又译作）系列是雪乐山出品的警察题材游戏。该系列自1987年首次发布以来，最初五部作品均采用了冒险模拟游戏风格。前三部由退休警官吉姆·沃尔斯负责设计，而第四到第六部则是由前洛杉矶警察局局长达里尔·盖茨操刀。随后，该系列转向发展成为战术射击游戏。迅雷先鋒是警察故事的子系列，题材为特种警察部队。

## 作品列表
- 警察故事：追寻死亡天使（1987年）
- 警察故事2：复仇（1988年）
- 警察故事3：家族（1991年）
- 警察故事4：开放季（1993年）
- 警察故事：迅雷先鋒（1995年）
- 警察故事：迅雷先鋒2（1998年）
- 迅雷先鋒3：就地正法（1999年）
- 迅雷先鋒：寰宇特攻（2003年）
- 迅雷先鋒4（2005年）[2]
- 迅雷先鋒部队（2006年）
- 迅雷先锋：自由斗士（2007年）
- 迅雷先鋒：菁英部隊（2008年）